# Terellia sarolensis
Terellia sarolensis
 es una especie de insecto del género Terellia de la familia Tephritidae del orden Diptera. 
Agarwal y Kapoor la describieron científicamente por primera vez en el año 1985.